# Glenognatha phalangiops
Glenognatha phalangiops là một loài nhện trong họ Tetragnathidae.
Loài này thuộc chi Glenognatha. Glenognatha phalangiops được miêu tả năm 1942 bởi Berland.